# Henk van der Linden (filmmaker)
Henk van der Linden (Hoensbroek, 3 mei 1925 – Tudderen, 18 december 2021) was een Nederlands filmregisseur.

## Levensloop
Zijn vader was bioscoopexploitant en runde een filmverhuurkantoor in Hoensbroek. Zijn eerste film maakte van der Linden in 1944 op achttienjarige leeftijd. In 1952 maakte hij zijn eerste echte speelfilm. Deze film (getiteld Drie jongens en een hond) draaide van der Linden op 16mm-film, zonder geluid. Het geluid maakte Henk bij vertoning in buurthuizen gewoon zelf live erbij. Deze film was zo'n groot succes dat van der Linden besloot te gaan filmen op 35 mm.
Van der Linden schreef zijn verhalen zelf en baseerde die vaak op helden uit de literaire jeugdlectuur: Dik Trom, Sjors en Sjimmie, Pietje Bell en Billie Turf. Alle films van Henk van der Linden zijn opgenomen in de omgeving van zijn woonplaats Thull in de gemeente Schinnen. Zo heeft onder andere zijn huis in Thull decor gestaan voor een spannende actiescène in zijn laatste film "Wie het laatst lacht...".
Sinds de jaren 10 woonde Van der Linden in het Duitse Tudderen, direct over de grens bij Sittard. Daar overleed hij op 96-jarige leeftijd.

## Records
Henk van der Linden heeft diverse records op zijn naam staan. Zo is hij is de  productiefste filmer van Nederland. Geen enkele andere Nederlandse filmer heeft zoveel hoofdfilms geproduceerd als van der Linden. Zijn film "Nieuwe avonturen van Dik Trom" staat in het Guinness Book of Records als de langst lopende Nederlandse speelfilm ooit: deze draaide 28 jaar onafgebroken in een of meerdere bioscopen.

## Filmografie
- 1944: Richard knapt het op
- 1944: Burcht der verschrikkingen
- 1952: Kampeeravonturen
- 1952: Drie jongens en een hond
- 1953: De Dikke op het oorlogspad
- 1955: Sjors van de Rebellenclub
- 1957: Trouwe kameraden
- 1958: Nieuwe avonturen van Dik Trom
- 1959: Vier rakkers en een oude jeep
- 1960: Dik Trom en het Circus
- 1960: Avonturen van een zigeunerjongen
- 1961: Het verraad van de zwarte roofridder
- 1962: Sjors en Sjimmie op het Pirateneiland
- 1962: Robin Hood en zijn schelmen
- 1964: De avonturen van Pietje Bell
- 1964: De jongen uit het wilde westen
- 1965: Vrijbuiters van het Woud
- 1966: Sjors en Sjimmie en de Gorilla
- 1967: Indianenoverval in de dodenpas
- 1968: Sjors en Sjimmie in het land der reuzen
- 1968: Vakantie in Limburg
- 1969: Een Nederlandse Robinson Crusoë
- 1969: Twee jongens en een oude auto
- 1970: De Robins en de $100.000 schat
- 1971: Sjors en Sjimmie en de Toverring
- 1972: Sjors en Sjimmie en de Rebellen
- 1972: De Robins en het Robotcomplot
- 1973: Dik Trom en zijn dorpsgenoten
- 1974: Lieverdjes uit Amsterdam
- 1974: Dik Trom knapt het op
- 1975: Pim Pandoer in het nauw
- 1976: Dik Trom weet raad
- 1977: Sjors en Sjimmie en het zwaard van Krijn
- 1978: Billy Turf het dikste studentje ter wereld
- 1981: Billy Turf Haantje de voorste
- 1982: Billy Turf contra Kwel
- 1985: Wie het laatst lacht / Geheim van de Blauwe Diamant